# Anastasija Gorjatjeva
Anastasija Gorjatjeva, (ryska: Анастасия Горячева) född 1980 i Moskva, är en rysk ballerina och tidigare solist på Bolsjoj.
Gorjatjeva avlade 1998 examen vid Moskvas akademi i koreografi, varefter hon anslöt till Bosjojteaterns balettensemble. Under ensemblens USA-turné 2000 fick hon goda recensioner i pressen. Hon var en av Raisa Strutjkovas sista elever, gick 2023 i pension från balettdansandet och tillträdde en roll som balettledare vid Bolsjoj.